# تیم ملی والیبال مردان هلند
تیم ملی والیبال مردان هلند یک تیم والیبال متشکل از مردان والیبالیست کشور است که به نمایندگی از این کشور در میادین بین‌المللی حاضر میشود